# Quyền LGBT ở Thụy Sĩ
Quyền đồng tính nữ, đồng tính nam, song tính và chuyển giới ở Thụy Sĩ tương đối tiến bộ bởi tiêu chuẩn châu Âu, mặc dù người LGBT thiếu luật pháp đầy đủ bình đẳng. Lịch sử tự do hóa của họ diễn ra với tốc độ ngày càng tăng kể từ những năm 1940, song song với tình hình pháp lý ở Châu Âu và thế giới phương Tây nói chung hơn. Hôn nhân đồng giới, việc nhận con nuôi chung và truy cập IVF đã được 64.1% người bỏ phiếu đồng ý với cuộc trưng cầu dân ý ngày 26 tháng 9, 2021, và sẽ được áp dụng từ 1 tháng 7, 2022.
Hành vi tình dục đồng giới giữa những người trưởng thành đã hợp pháp ở Thụy Sĩ kể từ năm 1942. Độ tuổi đồng ý là 16 đối với quan hệ tình dục khác giới và đồng tính từ năm 1992. Đã có công nhận hợp pháp cho các mối quan hệ đồng tính kể từ năm 2007. Một thủ tục pháp lý để đăng ký thay đổi giới tính sau chuyển đổi giới tính đã được vạch ra vào năm 1993. Ngoài ra, kể từ năm 2010, các nhà chức trách đã theo dõi một thực hành đăng ký thay đổi giới tính mà không bất kỳ yêu cầu của phẫu thuật. Hiến pháp Thụy Sĩ năm 1999 (Điều 8) đảm bảo đối xử bình đẳng trước pháp luật, chỉ định "cách sống" là một trong những tiêu chí được bảo vệ chống phân biệt đối xử.
Các nhóm vận động quyền đồng tính luyến ái lớn nhất ở Thụy Sĩ là Lesben Organisation Schweiz cho quyền của người đồng tính nữ (thành lập năm 1989) và Chữ thập hồng cho quyền LGBT (thành lập năm 1993). Mạng chuyển giới Thụy Sĩ (TGNS) được thành lập vào năm 2010. Trong những năm 2010, các nhóm này ngày càng có xu hướng sử dụng từ viết tắt LGBTI (cho "đồng tính nữ, đồng tính nam, song tính, chuyển giới, liên giới tính") như một thuật ngữ ô cho các lĩnh vực quan tâm tương ứng của họ. Các tổ chức liên giới Zwischengeschlecht cho các quyền liên giới tính và quyền tự chủ của cơ thể.

## Phong trào quyền LGBT ở Thụy Sĩ

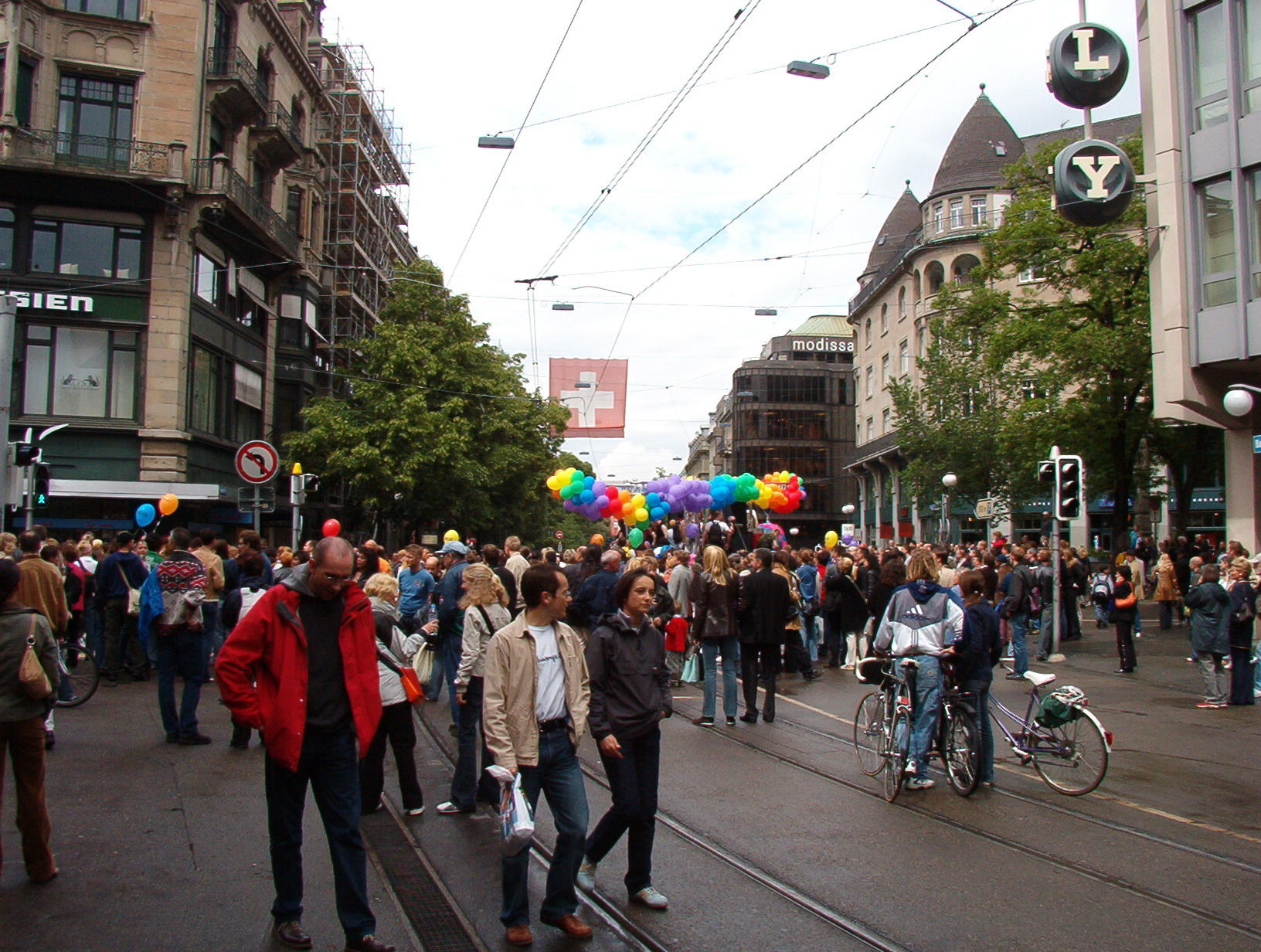
Diễu hành niềm tự hào ở Zürich năm 2004

Từ giữa những năm 1990, một năm Ngày Công Khai đã được tổ chức với nhiều sự kiện công khai khác nhau để khuyến khích người LGBT phát triển mối quan hệ tích cực với bản sắc của họ, đặc biệt là trong giới trẻ LGBT.
Claude Janiak, Ủy viên hội đồng nhà nước (Thượng nghị sĩ) và cựu Chủ tịch Chủ tịch Hội đồng Quốc gia, có liên quan đến công tác phòng chống AIDS, Mạng lưới và Hội Chữ thập hồng.
Corine Mauch, Thị trưởng của Zürich, thành phố lớn nhất của Thụy Sĩ, là người đồng tính công khai.
"Chỉ số hạnh phúc đồng tính" (GHI) được công bố dựa trên cuộc thăm dò của PlanetRomeo liệt kê Thụy Sĩ ở vị trí thứ chín với số điểm GHI là 70.
Năm 2017, nhóm quyền Rainbow Europe đã xếp hạng Thụy Sĩ thấp hơn ba bậc sau khi Chính phủ không chú ý đến các yêu cầu, bao gồm các cập nhật về luật chống phân biệt đối xử để bao gồm rõ ràng bản dạng giới và khuynh hướng tình dục.
Năm 2018, một giám mục Chur đã gây tranh cãi sau khi tuyên bố rằng lạm dụng tình dục trẻ em và ấu dâm trong Giáo hội Công giáo La Mã là hợp lý vì "90% nạn nhân là khuynh hướng đồng tính luyến ái".

## Bảng tóm tắt
| Hoạt động tình dục đồng giới hợp pháp                                                                                       | (Từ năm 1942)                                |
| Độ tuổi đồng ý (16) | (Từ năm 1992)                                |
| Luật chống phân biệt đối xử chỉ trong việc làm                                                                              | (Từ năm 1999)                                |
| Luật chống phân biệt đối xử trong việc cung cấp hàng hóa và dịch vụ                                                         | (Từ năm 1999)                                |
| Luật chống phân biệt đối xử trong tất cả các lĩnh vực khác (bao gồm phân biệt đối xử gián tiếp, ngôn từ kích động thù địch) | (Từ năm 2020)                                |
| Luật chống phân biệt đối xử liên quan đến bản dạng giới                                                                     | No                                           |
| Hôn nhân đồng giới | (Từ tháng 7, 2022)                           |
| Sự công nhận trên toàn quốc của các cặp đồng giới                                                                           | (Từ năm 2007)                                |
| Nhận con nuôi của một người LGBT độc thân                                                                                   | (Từ 2018)                                    |
| Nhận nuôi con riêng của các cặp vợ chồng đồng giới                                                                          | (Từ 2018)                                    |
| Nhận nuôi con chung của các cặp vợ chồng đồng giới                                                                          | (Từ tháng 7, 2022)                           |
| Người đồng tính nam, đồng tính nữ và song tính được phép phục vụ công khai trong quân đội                                   | (Từ năm 1992)                                |
| Quyền thay đổi giới tính hợp pháp                                                                                           | (Từ năm 1993)                                |
| Lựa chọn giới tính thứ ba                                                                                                   | (Đề xuất)                                    |
| Truy cập IVF cho đồng tính nữ                                                                                               | (Từ tháng 7, 2022)                           |
| Liệu pháp chuyển đổi bị cấm                                                                                                 | (Từ năm 2016, de facto)                      |
| Mang thai hộ thương mại cho các cặp đồng tính nam                                                                           | (Cũng cấm cho các cặp vợ chồng dị tính)      |
| NQHN được phép hiến máu | / (Kể từ năm 2017, thời gian trì hoãn 1 năm) |